# RNA 스플라이싱

RNA 스플라이싱 과정

RNA 스플라이싱(영어: RNA splicing) 또는 RNA 이어맞추기는 분자생물학에서 새로 만들어진 전구체 mRNA(pre-mRNA)가 성숙한 전령 RNA로 변형되는 RNA 처리의 한 형태이다. 스플라이싱 과정에서 인트론(비암호화 부위)이 제거되고 엑손끼리 서로 결합한다. 핵유전자의 경우 스플라이싱은 전사 중 또는 전사 직후에 핵 내에서 일어난다. 인트론을 포함하고 있는 진핵생물의 유전자의 경우, 일반적으로 단백질로 번역될 수 있는 전령 RNA 분자를 생성하기 위해 스플라이싱이 필요하다. 많은 진핵생물의 인트론의 경우 스플라이싱은 핵 내 저분자 리보핵단백질(snRNP)의 복합체인 스플라이소솜에 의해 촉매되는 일련의 반응으로 수행된다. 자가 스플라이싱 인트론 또는 RNA 분자에서 자체적인 절단을 촉매할 수 있는 리보자임도 존재한다.

## 같이 보기
- RNA
- 전령 RNA